# Rhagoletis ferruginea
Rhagoletis ferruginea är en tvåvingeart som beskrevs av Friedrich Georg Hendel 1927. Rhagoletis ferruginea ingår i släktet Rhagoletis och familjen borrflugor. Inga underarter finns listade i Catalogue of Life.